# Jim Doherty Memorial
Jim Doherty Memorial är ett årligt travlopp för tvååriga ston som körs under Hambletonianhelgen i augusti varje år på Meadowlands Racetrack. Förstapris i loppet är cirka 160 000 amerikanska dollar.
Loppet kördes för första gången 1977, då under namnet Merrie Annabelle. 2015 fick loppet sitt nuvarande namn. Loppet är det största loppet för tvååriga ston i USA.

## Svenskar i loppet
2001 års upplaga vanns av hästen Fluttering Wings, tränad av Jan Johnson och körd av Berndt Lindstedt. Lindstedt vann även loppet 1983 med hästen Geraldine Broline, tränad av kollegan Håkan Wallner. Wallner vann i sin tur vann loppet som både tränare och kusk 1982 med hästen Winky's Gill.
2018 års upplaga vanns av hästen The Ice Dutchess, tränad av Jimmy Takter och körd av hans bror Johnny Takter. Det var första gången som Johnny Takter vann loppet. Hans bror Jimmy har vunnit loppet totalt sju gånger (2010, 2012, 2013, 2016, 2017, 2018).
2019 års upplaga vanns av hästen Hypnotic Am, tränad av Marcus Melander och körd av Brian Sears. 

## Vinnare
| År   | Häst               | Kusk            | Tränare            | Efter             | Tid    | Tvåa             | Trea             | Ref.   |
| ---- | ------------------ | --------------- | ------------------ | ----------------- | ------ | ---------------- | ---------------- | ------ |
| 2022 | Instagram Model    | Andrew McCarthy | Annie Stoebe       | Chapter Seven     | 1:53.0 | Mambacita        | Una Madonna      |        |
| 2021 | Venerable          | David Miller    | Richard Norman     | Walner            | 1:52.0 | Brickhouse Babe  | Delilah Hanover  |        |
| 2020 | Darlene Hanover    | Andrew McCarthy | Brett Bittle       | Chapter Seven     | 1:55.1 | Material Girl    | Ineffable        |        |
| 2019 | Hypnotic Am        | Brian Sears     | Marcus Melander    | Chapter Seven     | 1:53.0 | Sherry Lyns Lady | Hello Tomorrow   | [ 6 ]  |
| 2018 | The Ice Dutchess   | Johnny Takter   | Jimmy Takter       | Muscle Hill       | 1:53.4 | Beautiful Sin    | Hanna Dreamgirl  | [ 1 ]  |
| 2017 | Manchego           | Yannick Gingras | Jimmy Takter       | Muscle Hill       | 1:52.4 | Phaetosive       | Lily Stide       | [ 7 ]  |
| 2016 | Ariana G           | Yannick Gingras | Jimmy Takter       | Muscle Hill       | 1:53.1 | Chezatter        | That's All Moni  | [ 8 ]  |
| 2015 | Broadway Donna     | David Miller    | Jim Campbell       | Donato Hanover    | 1:54.2 | Kathy Parker     | Sunset Glider    | [ 9 ]  |
| 2014 | Mission Brief      | Yannick Gingras | Ron Burke          | Muscle Hill       | 1:51.2 | Jolene Jolene    | Lock Down Lindy  | [ 10 ] |
| 2013 | Shake It Cerry     | Ron Pierce      | Jimmy Takter       | Donato Hanover    | 1:53.3 | Lifetime Pursuit | Cee Bee Yes      | [ 11 ] |
| 2012 | To Dream On        | David Miller    | Jimmy Takter       | Credit Winner     | 1:54.0 | Royal Assets     | Raring To Go S   | [ 12 ] |
| 2011 | Check Me Out       | Tim Tetrick     | Ray Schnittker     | Donato Hanover    | 1:54.2 | Love Walked In   | Upside Hanover   | [ 13 ] |
| 2010 | Thatsnotmyname     | John Campbell   | Jimmy Takter       | Windsong's Legacy | 1:55.0 | Creme De Cocoa   | Fitness Girl     | [ 14 ] |
| 2009 | Poof She's Gone    | David Miller    | Richard Norman     | Kadabra           | 1:55.1 | Costa Rica       | Bone A Fide      | [ 15 ] |
| 2008 | Honorable Daughter | John Campbell   | Larry & Ray Remmen | Malabar Man       | 1:55.4 | Dover Miss       | Margarita Momma  | [ 16 ] |
| 2007 | Muscovite          | Mike Lachance   | Robert Myers       | Muscles Yankee    | 1:57.0 | Pinery           | Snow White       | [ 17 ] |
| 2006 | Gerri's Joy        | John Campbell   | Remi Jensen        | Enjoy Lavec       | 1:57.0 | Ironmaid Volo    | Chez Lucie       | [ 18 ] |
| 2005 | Miss Wisconsin     | Mike Lachance   | Ron Gurfein        | Muscles Yankee    | 1:56.3 | Gluteus Maximus  | Victor’s Finesse | [ 19 ] |
| 2004 | Reinvent           | Ron Pierce      | Brett Pelling      | Malabar Man       | 1:57.1 | Blur             | Southwind Catlin | [ 20 ] |